# Corgi Motorcycle Co Ltd.
Corgi Motorcycle Co Ltd. fou un fabricant de motocicletes britànic amb seu a Southport (Merseyside) que produïa uns escúters de 98 cc desenvolupats per John Dolphin, fundador i director general de l'empresa, a partir de la motocicleta militar Welbike.
John Robert Vernon ("JRV") Dolphin, tinent coronel de l'exèrcit britànic, fundà l'empresa poc després del final de la Segona Guerra Mundial, el 1946. El nom triat, "Corgi", és el d'una raça de gossos de Gal·les caracteritzada pel seu cos llarg i potes curtes.

## Història

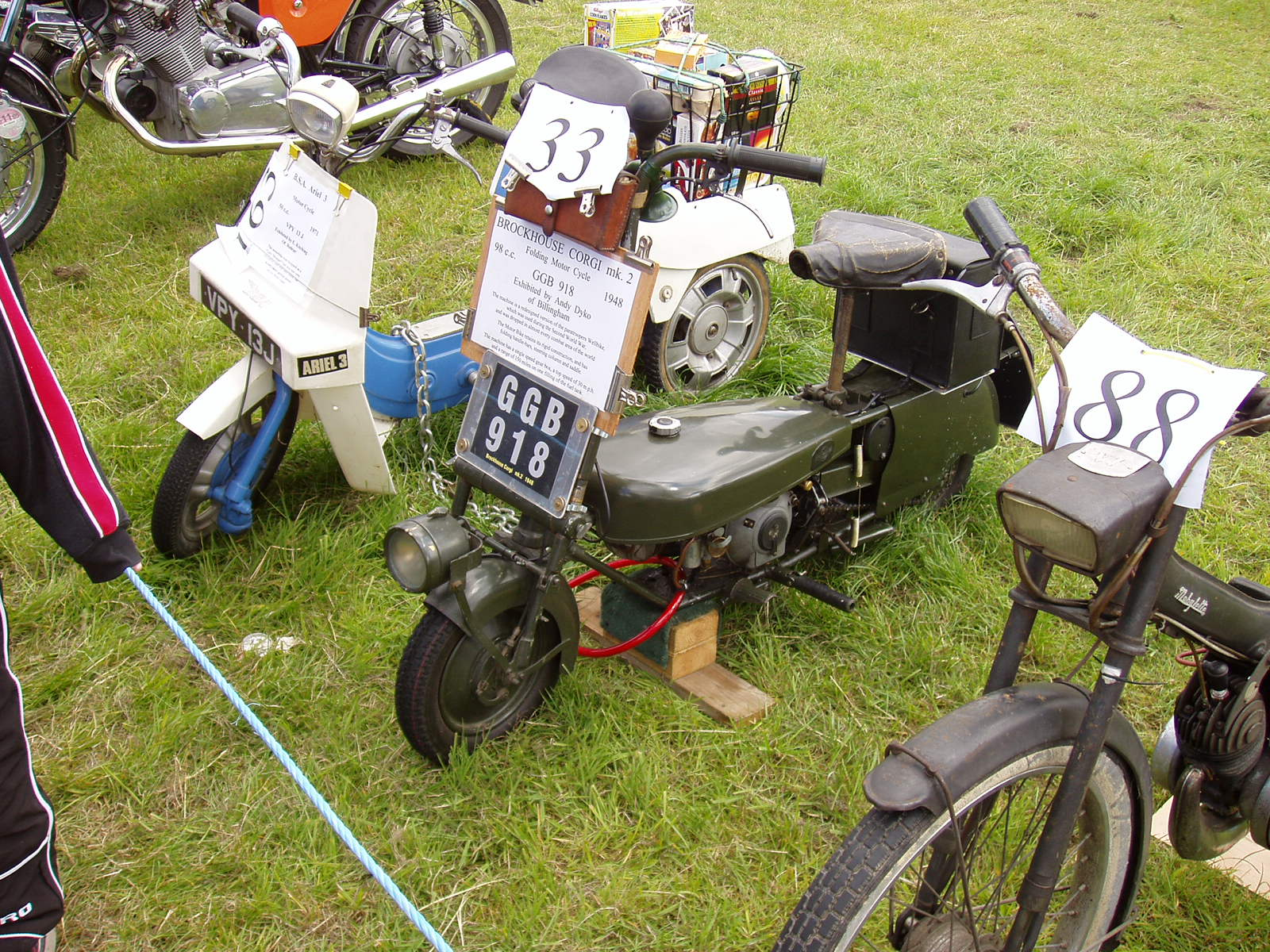
Al mig, una Corgi Brockhouse Mk2

L'empresa es va crear per tal de desenvolupar una versió civil de la Welbike de 98 cc que havia estat dissenyada durant la guerra a la country house The Frythe, a Hertfordshire, com a motocicleta de suport de les tropes aerotransportades, ja que es llançava en paracaigudes quan hi havia algun desembarcament o expedició de paracaigudistes.
La principal diferència entre l'escúter Corgi i la Welbike era que el bastidor era més sòlid (ja que el pes ja no era un problema) i que la Corgi tenia un dipòsit de combustible en la posició normal de la motocicleta, entre el manillar i el selló. Tots dos eren molt similars, amb rodes petites i manillar i seient plegables, i compartien també un motor de dos temps de 98 cc amb una sola marxa. L'escúter original de Corgi s'engegava empenyent-lo, però la versió Mark 2 estava equipada amb palanca d'engegada i dos embragatges: un de convencional accionat des del manillar i un "embragatge d'empenta" que funcionava doblegant el reposapeus de la dreta per a accionar la roda posterior, cosa que permetia engegar la Corgi mentre estava aturada.
L'empresa Brockhouse Engineering, de Southport, va construir escúters Corgi propulsats per un motor Excelsior Spryt de bicicleta motoritzada sota llicència. Molts d'aquests productes van ser exportats als Estats Units entre 1947 i 1954. Allà, la Corgi, venuda a través d'uns grans magatzems, es va comercialitzar sota la marca Indian Papoose.
La producció de l'escúter Corgi per al mercat britànic es va iniciar al 1948 i va durar fins a l'octubre de 1954. En total se'n van fabricar 27.050 unitats.

## Club de propietaris

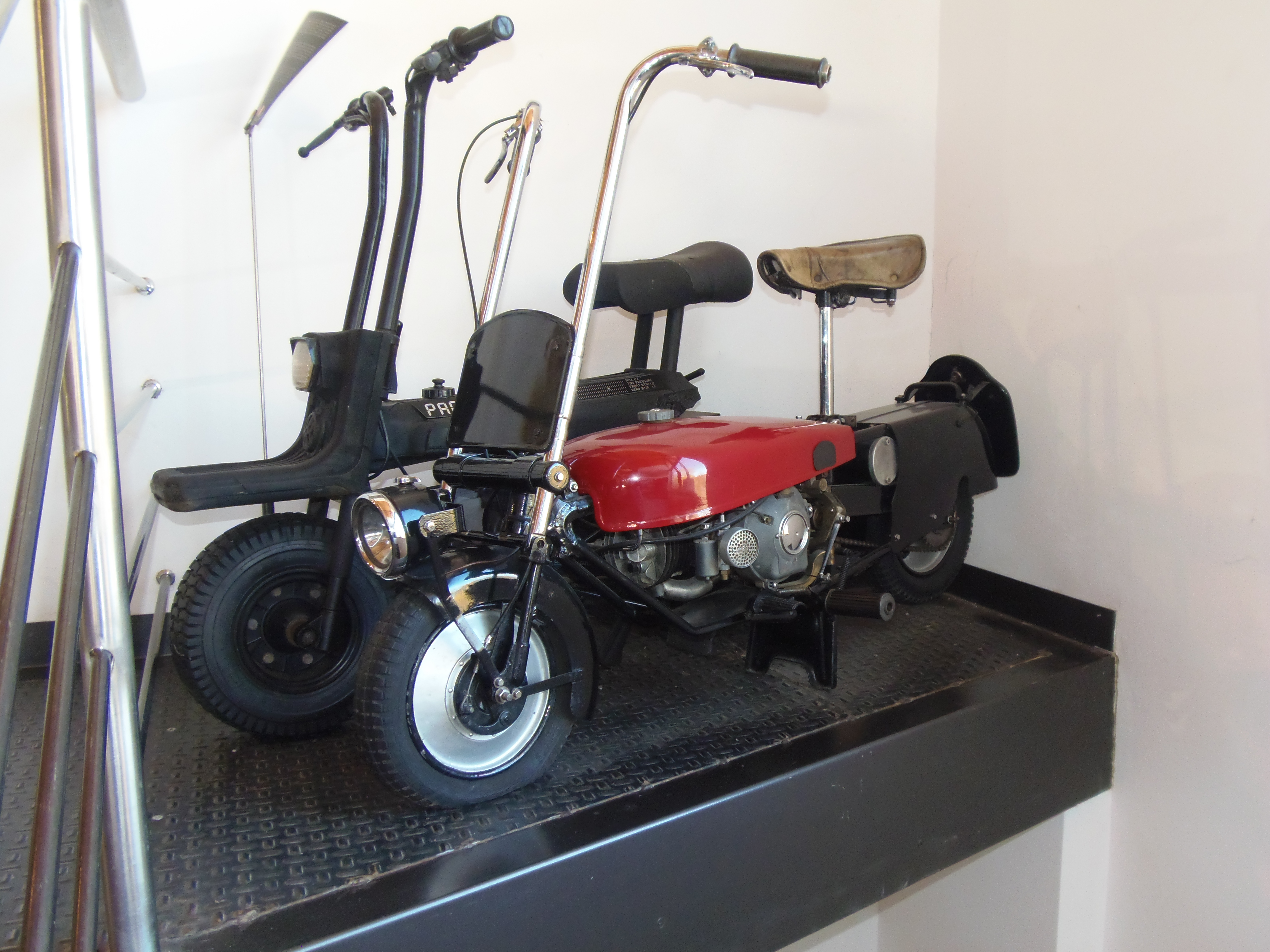
A la dreta, de vermell, una Corgi Brockhouse

El juny de 1948, després de la publicació d'una carta a la revista Motor Cycling que suggeria que els propietaris d'aquest model es reunissin aquell cap de setmana a Kew Green, al sud-oest de Londres, es va crear un club per als fans del Corgi Brockhouse. El 1952, el club s'havia internacionalitzat i els propietaris feien excursions d'acampada pertot Europa amb les seves motos.
El 2011 es va tornar a crear un Brockhouse Corgi owners' club per a tots els interessats en aquesta moto. El seu objectiu era ajudar els propietaris a restaurar les seves Corgi i informar els altres interessats de la història d'aquest model.

## Usos
Com a estratègia de màrqueting, un escúter Corgi va recórrer el continent americà. Les Corgi també van ser emprades per la US Air Force durant la guerra de Corea com a transport per al personal de manteniment, i se'n duien sovint a bord dels avions per a l'ús de la tripulació.
Els escúters Corgi estaven disponibles amb sidecar opcional (produïts també per Brockhouse) i un distribuïdor anomenat Jack Olding va produir diversos accessoris per a la moto, entre ells un kit de carrosseria que convertia la Corgi en una mena d'escúter de pas a través.